# Xanto (cidade)
Xanto (em hitita: Arinna; em lício: Arñna; em grego: Ξάνθος, transl.: Xanthos) foi uma cidade da Antiguidade, capital do Reino da Lícia, situada próxima à foz do rio homônimo. Seus edifícios principais eram o templo de Sarpedão e o de Apolo de Lícia. Não muito longe estava o santuário de Letoon, à beira-rio. Juntamente com esse santuário, Xanto está inscrita na lista de Património Mundial da UNESCO.
A cidade foi atacada por volta de 540 a.C. pelo general persa Harpago, ao serviço de Ciro II, o grande. Os lícios defenderam-se heroicamente mas foram derrotados, e retornando para a cidade, a queimaram com suas mulheres e seus filhos antes de caírem nas mãos dos persas. Mais tarde foi reconstruída e cerca de vinte anos depois emitiram-se moedas na cidade. Foi incluída na primeira sátrapa de Dario I da Pérsia. Escavações arqueológicas demonstram que foi destruída outra vez durante as lutas entre persas e gregos por volta de 470 a.C., por uns ou outros ou por causas naturais, e uma vez mais foi reconstruída. Antes de 400 a.C. Xanto incorporou Telmesso.
É mencionada como cidade lícia por escritores gregos e romanos. Alexandre, o Grande ocupou a cidade mas não se sabe se a tomou pela força (como disse Apiano) ou voluntariamente (como disse Arriano). Depois da morte de Alexandre, o Grande pertenceu a Antígono I, depois a Ptolomeu I Sóter, e mais tarde aos selêucidas. Entre 272 a.C. e 188 a.C. foi incluída no reino de Pérgamo. Em 133 a.C. o reino de Pérgamo passou a Roma por herança, e assim Xanto converteu-se em cidade romana.
Depois do assassinato de Júlio César a cidade foi atacada pelo exército de Bruto em 42 a.C., mas os habitantes resistiram e foi ocupada ao assalto, continuando a luta nas ruas e morrendo a maior parte das pessoas, antes de se renderem e de a cidade ter ficado destruída pelos incêndios. Depois desta destruição a cidade já não foi reconstruída. Apiano diz que foi reconstruída por Marco António, mas a cidade perdeu toda a sua importância.
As suas ruínas foram descobertas por Sir C. Fellows. Estão próximas a Kınık e contem templos, túmulos, arcos triunfais, muralhas, e o teatro como elementos principais. Uma parte dos objectos achados seriam levados Inglaterra em 1842 e 1843 e actualmente estão no Museu Britânico.